# Послематчевые пенальти

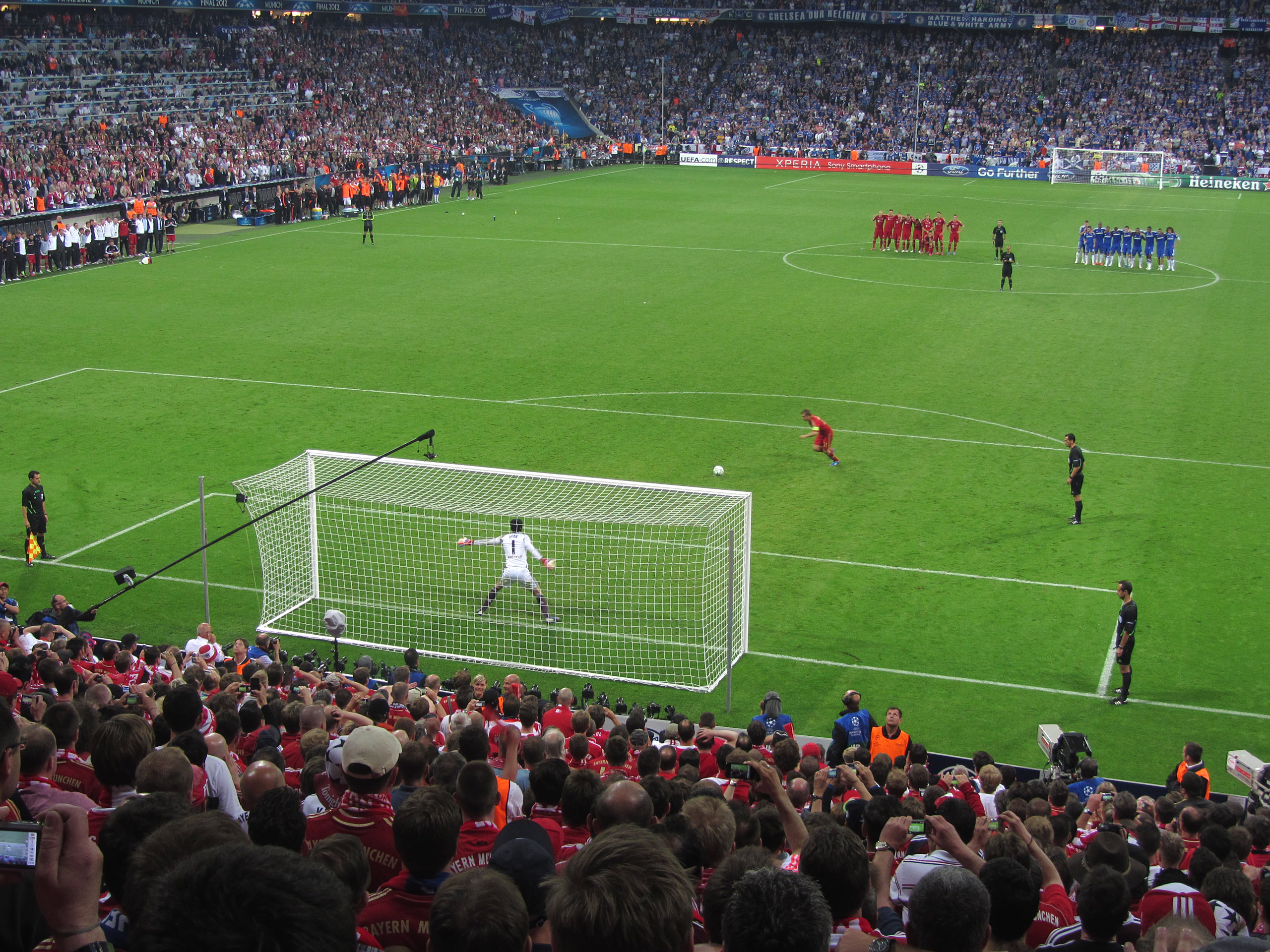
Филипп Лам исполняет послематчевый одиннадцатиметровый удар в Финале Лиги чемпионов УЕФА 2012

Послематчевые пенальти (официально — удары с одиннадцатиметровой отметки, неофициально — серия пенальти) — одна из процедур, которая в соответствии с правилами игры в футбол позволяет определить победителя матча или серии матчей при равном счёте.

## Общие положения
Удары с одиннадцатиметровой отметки назначаются в том случае, если после окончания основного и, если предусмотрено регламентом, дополнительного времени матча или серии матчей установился ничейный результат, а регламент соревнований требует определить победителя. Удары с одиннадцатиметровой отметки, в зависимости от регламента соревнований, могут быть назначены как непосредственно после окончания основного времени матча, так и после завершения дополнительного времени.
При подсчёте рейтинга ФИФА при победе в серии ударов с 11-метровой отметки команда получает 0,75 балла за исход игры (в то время как за победу в основное или дополнительное время — 1 балл), за поражение — 0,5 балла (столько же, сколько и за ничью; за поражение в игре — 0 баллов). При этом если серия пенальти была назначена после второго матча двухматчевого поединка, завершившегося победой одной из команд, баллы начисляются как за обычную игру, пенальти не учитываются.

## Процедура
- Судья выбирает ворота, по которым будут производиться удары. Смена ворот в ходе выполнения ударов допускается лишь в том случае, если поверхность поля или ворота придут в негодность.
- Проводится жребий, и капитан команды, выигравший его, решает, какой удар будет производить его команда — первый или второй.
- Удары с одиннадцатиметровой отметки могут выполнять только те игроки, которые находились на поле на момент окончания матча (за исключением случая замены травмированного вратаря, см. ниже).
- В случае, если команда заканчивает матч с большим числом игроков, нежели у соперника (в результате травм или удалений), она должна сократить число игроков для того, чтобы оно сравнялось с числом игроков соперника. Капитан команды при этом должен сообщить судье фамилию и номер каждого игрока, лишённого таким образом права удара. Если равенство составов будет нарушено в ходе выполнения ударов, уравнивание не проводится.
- Если в одной из команд остаётся менее 7 игроков, выполнение ударов продолжается.
- Все удары выполняются разными игроками. Право на повторный удар игрок может получить только после того, как удары выполнят все имеющие на это право игроки его команды (включая вратаря). При повторных ударах последовательность выполняющих их игроков может быть и другой.
- Во время выполнения ударов на поле находятся только имеющие право на удар игроки и судьи.
- Все игроки, кроме выполняющего удар и вратаря противоположной команды, должны находиться в центральном круге. Вратарь команды, игрок которой выполняет удар, может находиться на поле у места, где граница штрафной площади, в которой выполняются удары, соединяется с линией ворот, за пределами штрафной площади.
- Обе команды выполняют удары поочерёдно.
- Удары исполняются так же, как и пенальти в ходе матча: мяч находится на 11-метровой отметке, вратарь стоит на линии ворот и не имеет права сходить с неё до удара (хотя может перемещаться вдоль неё). Однако в отличие от обычных пенальти бьющий не имеет права добивать мяч после отскока от вратаря или конструкции ворот.
- Мяча имеют права касаться только бьющий и вратарь другой команды.
- Гол засчитывается, если мяч попадает в ворота непосредственно после удара или после любого числа отскоков от вратаря или конструкции ворот в любой последовательности.
- Обе команды выполняют по пять ударов (за исключением нижеприведённых ситуаций). Команда, забившая большее количество голов, становится победителем матча (серии матчей).
- Если одна из команд забьёт больше голов, чем могла бы забить другая после выполнения пяти ударов, выполнение ударов прекращается (например, если после того, как обе команды выполнят по 3 удара, счёт будет 3:1, и игрок выигрывающей команды успешно исполнит 4-й удар, то дальнейшие удары не исполняются — проигрывающая команда смогла бы забить максимум 2 гола).
- Если после выполнения пяти ударов обе команды забьют равное количество голов или не забьют ни одного, выполнение ударов продолжается до тех пор, пока одна из команд не забьёт на один гол больше при одинаковом количестве выполненных ударов («Правило мгновенной смерти»).
- Вратарь, получивший травму во время выполнения ударов, может быть заменён одним из заявленных на игру запасных игроков, при условии, что команда не исчерпала лимит замен в данном матче. Замена других травмированных игроков не допускается.
- Любой игрок, имеющий право на удар, может в любой момент поменяться местами с вратарём. В случае удаления вратаря его место также занимает один из имеющих право на удар игроков.

## История

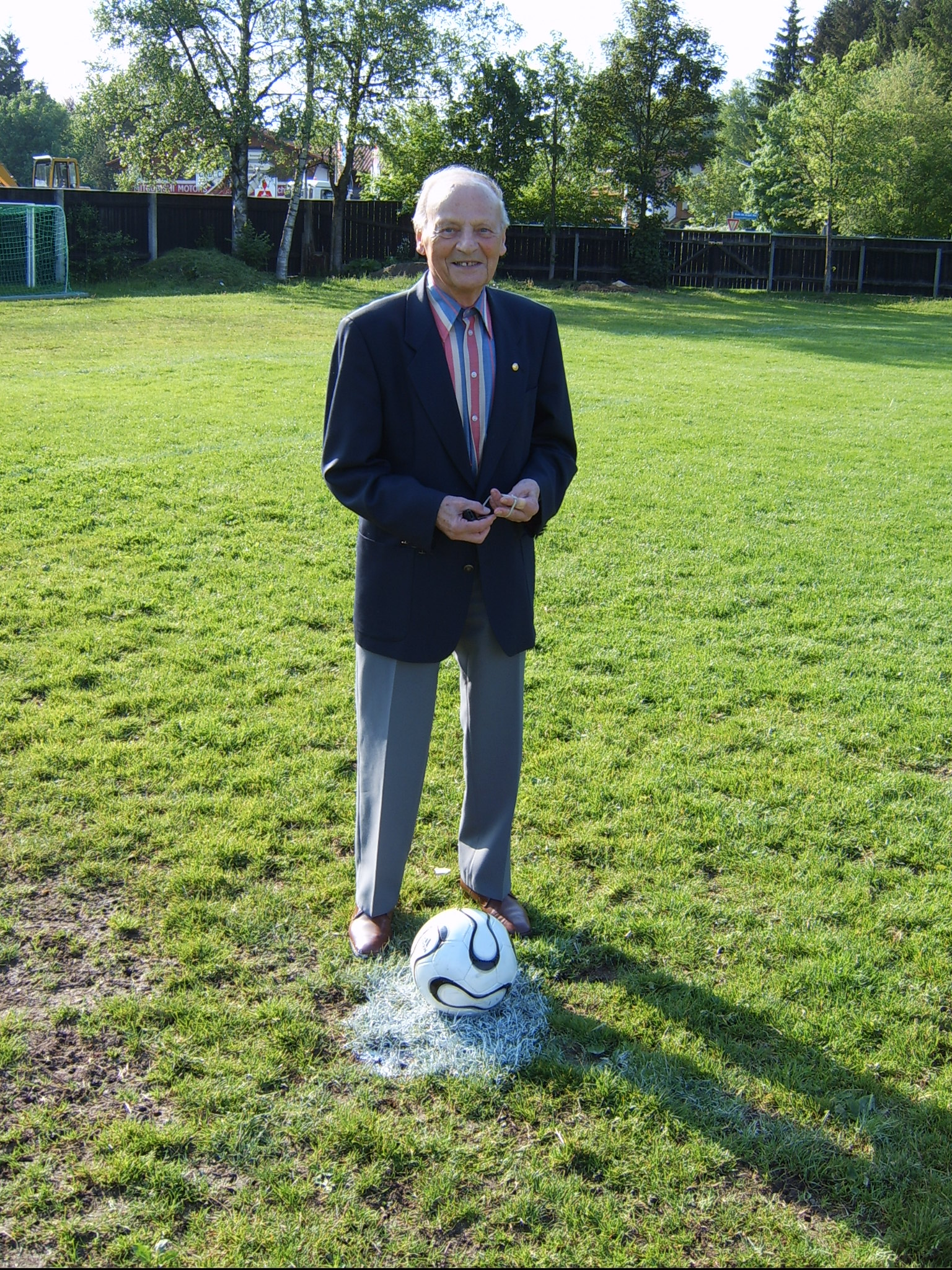
Карл Вальд

Создателем современной системы проведения ударов с одиннадцатиметровой отметки считается израильтянин Йосеф Даган, после того, как израильская команда проиграла четвертьфинальный матч Олимпийских игр 1968 года сборной Болгарии по жребию. Михаэль Альмог, позже президент Израильской футбольной ассоциации, описал предложение Дагана в письме, опубликованном в FIFA News в августе 1969 года. В 2006 году Deutsche Presse-Agentur сообщила о заявлении бывшего судьи Карла Вальда из Франкфурта-на-Майне о том, что именно он впервые предложил баварской футбольной ассоциации в 1970 году послематчевую серию пенальти.
Вплоть до начала 1970-х годов в случае ничьей в матче на вылет проводилась переигровка или же судьбу команд решал жребий — брошенная судьёй монетка. Именно по жребию сборная СССР выбыла из розыгрыша Кубка Европы 1968 года после полуфинального матча с Италией, который завершился со счётом 0:0. В 1973 году удары с одиннадцатиметровой отметки применялись в чемпионате СССР в случае, если матч завершался вничью; победитель получал 1 очко, проигравший — 0. Это нововведение стоило минскому «Динамо» места в высшей лиге: при обычном порядке начисления очков вылетели бы «Карпаты» (Львов).

## Рекорды
- Уникальный случай произошёл в матче плей-офф квалификационного раунда Лиги чемпионов сезона 2014/15 «Лудогорец» — «Стяуа»: после удаления вратаря «Лудогорца» в ворота встал полевой игрок Космин Моци. Матч затянулся до послематчевых пенальти, во время которых Моци реализовал один пенальти и парировал два. По итогам серии пенальти «Лудогорец» выиграл 6:5[3].
- Сборная Кот-д’Ивуара дважды в своей истории побеждала в Кубке африканских наций, причём оба раза в финале одерживала победу в очень затяжных сериях пенальти против сборной Ганы. Так, в 1992 году команды пробили 24 пенальти (11:10 в пользу чемпионов), а спустя 23 года, в 2015 году, серия прервалась на 22-м ударе, реализованном вратарём сборной Кот-д’Ивуара (9:8).
- В финале Лиги Европы 2020/21 26 мая «Вильярреал» и «Манчестер Юнайтед» пробили 22 пенальти (11:10 в пользу испанской команды), последние из которых — вратари команд, голкипер «Вильярреала» при этом удар своего коллеги по вратарскому цеху отразил.
- В первом квалификационном раунде Лиги конференций сезона 2023/24 20 июля в матче «Гленторан» — «Гзира Юнайтед» команды пробили 27 пенальти (14:13 в пользу «Гзира Юнайтед»), пенальти пробили все 22 полевых игрока.
- В ответном матче третьего квалификационного раунда Лиги Европы сезона 2024/25 15 августа 2024 года нидерландский «Аякс» и греческий «Панатинаикос» пробили 34 пенальти, что стало рекордом в истории еврокубков. «Аякс» выиграл в серии пенальти со счётом 13:12.
- В матче третьей лиги Израиля в 2024 году «Димона» - «Шимшон» было пробито 56 пенальти[4] (23:22 в пользу «Димоны»). Это - самая длинная серия пенальти в официальных матчах ФИФА
- В матче 1/16 финала Кубка Английской Футбольной Лиги 2024/25 «Престон Норт Энд» - «Фулхэм» было пробито 34 пенальти (16:15 в пользу «Престона»)